# TV-Anytime
TV-Anytime ist ein offener technischer Standard zur Aufbereitung und Übertragung von Metadaten in digitalen Fernseh-Netzwerken zum Zweck der automatisierten Aufzeichnung von Fernsehsendungen, zum Beispiel auf einem Personal Digital Recorder (PDR). Es finden sich gelegentlich auch die abweichenden Schreibweisen TV Anytime oder TV_Anytime oder kurz TVA.

## Funktionsprinzip
Das zentrale Element des TVA-Standards ist der Content Reference Identifier (CRID), ein spezieller URI, der in digitalen Fernseh-Netzwerken als Identifikator zur Kennzeichnung von Fernsehserien, einzelnen Fernsehsendungen und Gruppen von Fernsehsendungen dient. Ein CRID, der zum Beispiel als Link im Electronic Program Guide eines PDR dargestellt werden kann, wird vom Zuschauer ausgewählt. Anschließend wird im PDR der hierarchisch strukturierte Content Resolution Process gestartet, an dessen Ende ein Locator ausgegeben wird. Dieser Locator enthält die Daten für die Programmierung eines Aufnahme-Timers. Diese Darstellung ist sehr stark vereinfacht und bezieht sich nur auf den einfachen Fall eines Programme CRID. Die besondere Stärke von TVA liegt in der automatisierten Aufzeichnung von Fernsehserien mit Hilfe sogenannter Series CRIDs.